# Campionati del mondo di ciclismo su pista 2020 - Inseguimento a squadre femminile
La gara di inseguimento a squadre femminile ai Campionati del mondo di ciclismo su pista 2020 si è svolta il 26 e il 27 febbraio 2020.
Hanno partecipato 12 squadre nazionali.

## Podio
| Pos.    | Atleta        | Nazionalità                                                 |
| ------- | ------------- | ----------------------------------------------------------- |
| Oro     | Stati Uniti   | Jennifer Valente Chloé Dygert Owen Emma White Lily Williams |
| Argento | Gran Bretagna | Elinor Barker Katie Archibald Ellie Dickinson Neah Evans    |
| Bronzo  | Germania      | Franziska Brauße Lisa Brennauer Lisa Klein Gudrun Stock     |

## Risultati

### Qualificazioni
I migliori otto tempi si qualificano per il primo turno, di cui i primi 4 rimangono il lizza per l'oro, mentre gli altri 4 per il bronzo.
| Posizione | Nazione       | Atleti                                                                    | Tempo    | Gap     | Note |
| --------- | ------------- | ------------------------------------------------------------------------- | -------- | ------- | ---- |
| 1         | Stati Uniti   | Jennifer Valente Chloé Dygert Owen Emma White Lily Williams               | 4:11.229 |         | Q    |
| 2         | Gran Bretagna | Elinor Barker Katie Archibald Ellie Dickinson Neah Evans                  | 4:11.871 | +0.642  | Q    |
| 3         | Canada        | Allison Beveridge Jasmin Duehring Annie Foreman-Mackey Georgia Simmerling | 4:12.728 | +1.499  | Q    |
| 4         | Nuova Zelanda | Bryony Botha Rushlee Buchanan Kirstie James Jaime Nielsen                 | 4:14.383 | +3.154  | Q    |
| 5         | Australia     | Georgia Baker Ashlee Ankudinoff Annette Edmondson Maeve Plouffe           | 4:14.934 | +3.705  | q    |
| 6         | Italia        | Letizia Paternoster Martina Alzini Elisa Balsamo Silvia Valsecchi         | 4:15.255 | +4.026  | q    |
| 7         | Germania      | Franziska Brauße Lisa Brennauer Lisa Klein Gudrun Stock                   | 4:15.477 | +4.248  | q    |
| 8         | Irlanda       | Alice Sharpe Lara Gillespie Mia Griffin Kelly Murphy                      | 4:21.368 | +10.139 | q    |
| 9         | Francia       | Clara Copponi Coralie Demay Valentine Fortin Marie Le Net                 | 4:21.417 | +10.188 |      |
| 10        | Belgio        | Jolien D'Hoore Lotte Kopecky Shari Bossuyt Gilke Croket                   | 4:21.700 | +10.471 |      |
| 11        | Polonia       | Daria Pikulik Katarzyna Pawłowska Łucja Pietrzak Nikol Płosaj             | 4:26.380 | +15.151 |      |
| 12        | Bielorussia   | Polina Pivovarova Aksana Salauyeva Ina Savenka Karalina Savenka           | 4:33.223 | +21.994 |      |

### Primo turno
I vincitori della terza e della quarta batteria si qualificano alla finale per l'oro, i migliori due tempi non qualificati per la finale per l'oro in tutte le batterie si qualificheranno alla finale per il bronzo.
| Posizione | Batteria | Nazione       | Atleti                                                                    | Tempo    | Gap    | Note |
| --------- | -------- | ------------- | ------------------------------------------------------------------------- | -------- | ------ | ---- |
| 1         | 1        | Germania      | Franziska Brauße Lisa Brennauer Lisa Klein Gudrun Stock                   | 4:11.039 |        | q    |
| 2         | 1        | Italia        | Letizia Paternoster Martina Alzini Elisa Balsamo Silvia Valsecchi         | 4:18.338 | +7.299 |      |
| 1         | 2        | Australia     | Georgia Baker Ashlee Ankudinoff Annette Edmondson Maeve Plouffe           | 4:13.454 |        |      |
| 2         | 2        | Irlanda       | Alice Sharpe Lara Gillespie Mia Griffin Kelly Murphy                      | 4:21.844 | +8.390 |      |
| 1         | 3        | Gran Bretagna | Laura Kenny Elinor Barker Katie Archibald Ellie Dickinson                 | 4:12.389 |        | Q    |
| 2         | 3        | Canada        | Allison Beveridge Jasmin Duehring Annie Foreman-Mackey Georgia Simmerling | 4:12.627 | +0.238 | q    |
| 1         | 4        | Stati Uniti   | Jennifer Valente Chloé Dygert Emma White Lily Williams                    | 4:11.634 |        | Q    |
| 2         | 4        | Nuova Zelanda | Holly Edmondston Bryony Botha Rushlee Buchanan Jaime Nielsen              | 4:13.883 | +2.249 |      |

### Finali
| Posizione            | Nazione       | Atleti                                                                    | Tempo    | Gap    | Note |
| -------------------- | ------------- | ------------------------------------------------------------------------- | -------- | ------ | ---- |
| Finale per l'oro     |               |                                                                           |          |        |      |
| 1                    | Stati Uniti   | Jennifer Valente Chloé Dygert Emma White Lily Williams                    | 4:11.235 |        |      |
| 2                    | Gran Bretagna | Elinor Barker Katie Archibald Ellie Dickinson Neah Evans                  | 4:13.129 | +1.894 |      |
| Finale per il bronzo |               |                                                                           |          |        |      |
| 3                    | Germania      | Franziska Brauße Lisa Brennauer Lisa Klein Gudrun Stock                   | 4:12.964 |        |      |
| 4                    | Canada        | Allison Beveridge Jasmin Duehring Annie Foreman-Mackey Georgia Simmerling | 4:20.404 | +7.440 |      |